# Benesat (gmina)
Benesat – gmina w Rumunii, w okręgu Sălaj. Obejmuje miejscowości Aluniș, Benesat i Biușa. W 2011 roku liczyła 1536 mieszkańców.